# Apis Tholus
L'Apis Tholus è una struttura geologica della superficie di Io.